# Cá nhám điểm sao
Cá nhám điểm sao, tên khoa học Mustelus manazo, là một loài cá nhám thuộc họ Triakidae. Chúng được tìm thấy ở vùng phía Tây biển Ấn Độ Dương, ở độ sâu 360 m.